# 秦朝官制
秦国的政治制度在战国时期已经基本形成，灭六国之后，秦朝建立了以皇帝为首的高度集中的秦朝官制，这些体系与之前的秦国制度有所不同，也为后世的汉魏等朝延袭，其监察官制度与九卿制度甚至延续到中国的最后一个朝代清朝。
秦朝政权机构的构成：
- 最高权力者为皇帝[1]，皇帝下设三公（即：太尉、丞相、御史大夫）。
- 丞相下设中尉、九卿（即：卫尉、郎中令、太仆、廷尉、典客、奉常、宗正、少府、治粟内史），并管理下属各郡。
- 郡设郡尉、郡守、监御史。
- 郡守管理下属各县，县设县尉和县令。
- 县令管理下属各乡，乡下设游徼、三老、啬夫（管理小乡）或有秩（管理大乡）。
- 三老管理下属各亭，亭设亭长；亭长管理下属各里，里设里长。

## 中央官制
秦朝中央官制的最大特征是皇权的至高无上。强大的君权以及对旧公族的特权的不断削弱，也是秦国最后灭亡山东各国而统一中国的一个重要的原因。
秦王嬴政称始皇帝后，建立了由丞相、御史大夫、国尉、九卿等组成的中央政府，辅佐皇帝管理全国军政事务。

### 太尉
初设国尉，在大良造之下。后改太尉。为最高军事长官，太尉往往在国家有重大军事行动时才任命，事毕则改官。太尉是皇帝在军事上的最高顾问，通常不直接领兵。

### 丞相
丞相是最高的行政官，上承皇帝诏命，下统百官，总揽政务。掌金印紫绶。（《汉书·百官公卿表》：“相国、丞相，皆秦官，金印紫绶，掌丞天子助理万机。”）秦国丞相之设始于秦武王二年，是年设左、右丞相，秦昭王三十二年，改相国，秦王嬴政未亲政时，以吕不韦为相邦，并置丞相昌平君，期间或左右二相并置、或设独相、或称相国。秦始皇统一全国后，定制置丞相一人，以李斯为之，秦二世诛李斯后，以赵高为相，因其为阉人而称中丞相。秦制，出任丞相的人均受封侯爵。

### 御史大夫
秦创置御史大夫，掌监察百官，为副丞相。掌银印青绶。（《汉书·百官公卿表上》：“御史大夫，秦官，位上卿，银印青绶，掌副丞相。”《通典·职官典二》：“秦无司空，置御史大夫以贰于相。”）与战国时列国普遍设置的负责记录与档案管理的御史不同，秦国的御史专掌纠察百官，是中国古代专门监察官制度的发端。
御史大夫属官有两丞，一为御史丞，为大夫之副；一为御史中丞。其中御史中丞因为统领侍御史和诸郡监御史，可以命令御史按章纠弹百官，权力尤重。....

### 九卿
九卿仰丞相政令，分掌国事。掌银印青绶。九卿之属有负责皇室事务的如奉常，有负责国家政务的如廷尉。

#### 奉常
奉常，掌宗庙祭祀礼仪（《通典·职官七》：“奉常，周为春官宗伯，掌邦礼，秦改奉常。”），银印青绶、秩中二千石（九卿皆同）。属官有负责宫廷音乐的太乐；负责太庙祭祀事务的太祝；负责皇帝饮食以及祭祀用食物供奉的太宰（与周朝的太宰不同）；负责管理巫医的太医；负责观察天时星象、兼皇家史官的太史；负责应皇帝诏命进行卜筮太卜。

#### 郎中令
郎中令，掌殿中议论、宾赞、受奏事、宫廷宿卫之事（《秦会要》：及主诸郎之在殿中侍卫，故曰郎中令）。郎中令的属官有负责议论的大夫；负责宾客迎送、接受群臣奏事的谒者；供奉宫廷、等待受职的诸郎；以及禁卫军。
- 大夫 ，为专门的谏议官，无定员，有谏议大夫、太中大夫、中大夫、谏大夫等各类官称（《齐职仪》：秦置谏议大夫，掌议论，无常员，多至数十人，属郎中令）

- 郎，為待选之官，有评议国事的议郎、有陪侍皇帝车驾的中郎、侍郎等，无定员，除授常达千人之多。案《汉书·百官公卿表》，议郎，中郎秩比六百石，侍郎秩比四百石，郎中秩比三百石。中郎分统于五官中郎将、左中郎将、右中郎将，郎中分统于车郎中将、户郎中将、骑郎中将。郎一般取自公卿等官僚子弟，一方面作为皇帝的扈从，一方面学习政务，是秦汉之际出仕的重要途径。

- 谒者，掌殿廷朝会礼仪、接受臣民章奏。置七十人，秩六百石。秦朝的谒者也常常作为朝廷的专使出外处理临时公事。

- 仆射，原为战车上的射手。秦朝则侍中、尚书、谒者、博士等官署皆置，为本署副长官，长官为令。《太平御览》卷二百零一：“秦汉之世，委政公卿，尚书之职，掌封奏，令赞文书，仆射主开闭，令不在，则仆射奏下其事。”

#### 卫尉
卫尉，掌皇宫诸门屯兵。属官一公车司马令，凡吏民上书、四方贡献、朝廷征召等，按法律要使用公家的车马，公车司马令即掌其事；属官二卫士令，统领诸宫门卫兵。

#### 太仆
太仆，本周朝官职，秦朝沿置，掌皇家车马。赵高出任郎中令之前任此职。

#### 廷尉
廷尉，最高司法官。属官有廷尉丞。廷尉署有狱，称廷尉狱，大臣有罪则下廷尉狱。

#### 典客
典客，掌诸侯与少数民族部族首领朝觐事务、接待诸郡县上计吏。属官有行人，备临时差遣远方。

#### 宗正
宗正，又称宗令，掌皇族亲属及登记宗室谱牒。皇族宗室有罪，则绝其属籍。属官有宗正丞。

#### 治粟内史
治粟内史，掌诸谷物、金玉之贮，相当于国库司库。属官有太仓令、太仓丞，掌国库中粮食的贮存；有平准令、平准丞，掌京师及诸郡物价。（《通典·职官八》）

#### 少府
少府，掌皇帝私产，照料皇帝日常生活起居。属官有：
- 御府令、御府丞，掌皇帝服饰织造与保管；
- 尚冠令、尚冠丞，掌皇帝各种礼服所需的皇冠；
- 尚衣令、尚衣丞，掌服侍皇帝更衣；
- 尚食令、尚食丞，掌服侍皇帝饮食；
- 尚沐令、尚沐丞，掌皇帝洗浴；
- 尚席令、尚席丞，掌皇帝就寝用具；
- 尚书令、尚书丞、尚书仆射，掌宫中文书发启、呈送皇帝；
- 太官令、太官丞，掌烹调皇帝饮食；主御膳食；
- 宦者令，掌宫中诸宦官；
- 中书谒者令、中书谒者丞，掌内宫导引、接待、典仪等，以宦官充；
- 太医令、太医丞，掌皇帝与后宫医药；
- 都水长、都水丞，掌诸郡县水利事务，在各重要水系都派驻官署；
- 乐府令、乐府丞，掌宫廷音乐的排练、演奏、整理，以及音乐艺人的管理；
- 永巷令，掌后宫宦官、宫女的生活，以及宫人犯罪的惩处。

少府的这些属官中，尚书、中书谒者两个官署对后世各个朝代的政制发展有深远的影响，其余诸“尚”后转为女官。

### 警卫、侍从与宫官
中尉、将作少府、典属国、内史、主爵中尉、詹事、将行属于列卿，掌银印青绶。

#### 中尉
中尉，掌京师治安、兼管消防，是京城的卫戍长官。中尉署有丞、左右中侯、千牛等官佐。属官有武库令、武库丞，掌军器制造、贮存；有静室令，皇帝出巡时负责担任清道夫。

#### 将作少府
将作少府，掌皇宫等公共建筑事务，本署有两丞，左右中侯。属官有石室令、东园主章令、主章长、左校令、右校令、前校令、后校令、中校令。石室掌建筑石料、东园主章令掌木匠、主章长掌伐大木、五校掌营建。五校所属多为刑徒。

#### 典属国
典属国，专掌召抚西南诸夷。

#### 主爵中尉
主爵中尉，掌诸侯以下诸爵的封赠及宾客祭祀飨食等事务。

#### 中常侍
中常侍，侍从皇帝左右，备皇帝顾问，可以经常出入皇宫禁地，汉朝为宦官职务。

#### 给事中
给事中，职掌同中常侍，位次之。

#### 詹事
詹事，太子卿，掌太子家，统领太子宫臣，秩二千石，詹事丞副之。属官有：
- 太子家令，掌太子家刑罚、饮食、仓储、奴婢等事；
- 太子率更令，掌漏刻、礼乐等；
- 卫率，掌太子侍卫；
- 中庶子，侍从太子；
- 太子舍人，掌太子文书；
- 太子洗马，太子出，则洗马为前驱；
- 少庶子，掌太子诸庶务；
- 太子仆，掌太子家车马。

秦朝虽然详细设置了太子宫官，但确未正式册立过太子。

#### 皇后诸卿
将行，掌皇后礼仪。
皇后卫尉，掌皇后卫队。
皇后少府，掌皇后私人事务。
皇后少仆，掌皇后车马。

### 国尉
国尉为最高武职，统领诸军，负责各级军官的任免与考核。国尉在战国时期的晋、赵等国也有设置，职掌相类。秦朝的国尉职务与汉朝的太尉相当，但不列于三公，地位较低，与卿相若。

### 护军都尉
护军都尉，执掌军政，统领诸将。属官有中护军，领军史，掌禁军，参预武将的选补事务，遇将军率军出征时，则驻该军监督军政。

### 将军
秦朝仿周朝制度，设置前将军、后将军、左将军、右将军，位上卿，率军镇守边郡。掌金印紫绶。
另置上将军、将军，为临时职务，有大征伐时选武将出任，军还即撤任。

## 地方官制
战国时期诸侯国普遍施行郡县制度，秦国设县始自秦孝公十二年商鞅变法。秦始皇二十六年，正式划分天下为三十六郡，后来陆续增设至四十余郡。
咸阳是国都所在地，不设郡守而由朝廷直辖，其长官为内史（《汉书·百官公卿表》：内史，周官，秦因之，掌治京师），位同九卿，得参预朝政。内史属官有：
- 都水长、都水丞，掌水利；
- 铁官长、铁官丞，掌冶金、制造农器；
- 廪牺令、廪牺丞，掌粮食仓库和牧养祭祀用牲畜。

### 郡制
郡作为一级行政地方，军民兼治。郡设郡守、监御史、郡尉三个互不隶属的主要官员。

#### 郡守
郡守，郡的长官，边地多为武将，内地多以郎官出任，银印青绶、秩二千石。秦朝的郡守权力非常大，除了由朝廷直接任免的县令县长、负责监察郡治的监御史、负责统领驻军与管理治安的郡尉三者外，郡的其他官员均由郡守自行任免。

#### 监御史
监御史，隶属御史中丞，负责监察郡守与其他官员。

#### 郡尉
郡尉，掌郡驻军，主管治安、侦缉盗贼，银印青绶、秩比二千石。郡尉直辖于朝廷，与郡守相抗礼。郡尉属官有丞，内地诸郡设丞一人、大郡则设两人。边塞诸郡则每百里置都尉一人，都尉辖士史、尉史各二，掌边塞卫戍；关隘之处置关都尉，均隶属本郡郡尉。

#### 郡丞
郡丞，郡的次官，辅佐郡守综理郡政，铜印黑绶、秩六百石。郡守缺位或不能理事时，郡丞代行郡守职务。属官有卒史、主簿、牧师令等。边塞诸郡另置长史，管理兵马军政，与郡丞同秩。

### 县制
县为秦朝最低一级行政地方，秦朝的正式官职也仅仅设在县一级。一些部族地区设道。

#### 县令、县长
秦朝按县的人口多寡，万人以上的县置县令、以下的县置县长。县令铜印黑绶、秩千石至六百石，县长铜印黄绶、秩六百石至五百石。县令与县长都是县的行政长官。

#### 县丞
县丞为县的次官，职比郡丞，铜印黄绶、秩四百石。

#### 县尉
县尉掌治安、捕盗之事，职比郡丞、唯不掌兵，秩同县丞。

#### 功曹
功曹，掌县吏的考绩等第升降。

#### 令史
令史，管理文书档案。

#### 狱掾
狱掾，县狱的典狱长。

#### 文无害
文无害，所谓公平吏，掌巡查监狱，复查案卷，以防止冤狱。

#### 厩驺
厩驺，掌一县车马之政。

#### 仓吏
仓吏，县库的长官。

#### 治狱吏
狱吏，县狱的狱卒。

### 乡亭
县以下置乡，乡以下置亭，亭以下置里。

#### 三老
三老，一乡德高望重者充任，掌教化，有所谓孝悌仁义之家可以申报郡县予以表彰，并可以推荐优良子弟出任郡县吏。

#### 有秩、啬夫
人口达五千人的乡，由郡指派一人为有秩；不足五千人的乡，由县指派一人为啬夫。两者职责相同，都是调解邻里纠纷、帮助政府收取赋税、安排徭役。

#### 游徼
游徼，为徭役的一种，掌巡察地方、缉捕盗贼。

#### 亭长
亭长，吏职，也是徭役的一种，汉高祖在秦朝曾任此职。掌同啬夫。亭长之属为亭父、求盗两卒，前者负责本亭保洁、后者负责追逐盗贼。